# Акишин, Дмитрий Игоревич
Дми́трий И́горевич Аки́шин (род. 21 апреля 1992, Касли, Челябинская область) — российский хоккеист, защитник, воспитанник хоккейной школы челябинского «Трактора».

## Карьера
Хоккеем начал заниматься с самого детства в спортивной школе челябинского «Трактора».
В 2009 году подписал первый профессиональный контракт с родным клубом и стал выступать в МХЛ за фарм-клуб «Трактора» — «Белые Медведи».
В 2010 году перешёл в систему клуба МХЛ «Белые Тигры», проведя в составе оренбуржцев половину сезона, после чего, права на хоккеиста выкупило московское «Динамо». Остаток сезона, Дмитрий доигрывал в составе «ХК Шериф».
С 2011 года стал выступать за новую молодёжную команду «динамовцев» — ХК МВД.
В сезоне 2012/13 начал привлекаться к тренировкам с основной командой, попутно и стабильно выступая в составе ХК МВД, а также аффилированного московскому «Динамо» клубу — балашихинского «Динамо». Впервые попал в заявку на матч Континентальной хоккейной лиги, 2 ноября 2012 года, против московского «Спартака», проведя на площадке порядка 6 смен. Всего за сезон провёл 4 матча за основную команду.